# قاعة إفريقيا

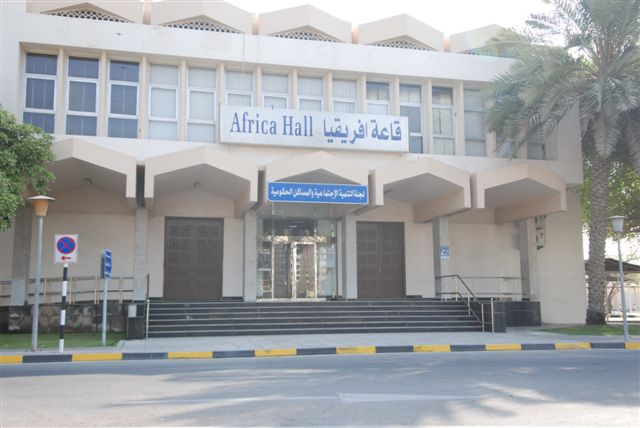
صورة حديثة للقاعة ويظهر فيها لوحة لجنة الإسكان الحديثة

قاعة أفريقيا، هو أول وأقدم مسرح بشكله المعاصر في دولة الإمارات العربية المتحدة.
تم إنشاء «قاعة أفريقيا» في عام 1976 بافتتاح رسمي جنباً إلى جنب مع افتتاح بلدية الشارقة، وقد قام بالافتتاح في ذلك الحين عبيد بن عيسى مدير عام بلدية مدينة الشارقة، «(المحافظ)» في حينه.
بقيت قاعة أفريقيا حتى عام 1995 المسرح الأول والرئيسي في المدينة وقد كانت لفترات طويلة مقر «دائرة الثقافة والإعلام» في إمارة الشارقة.

## أسباب خفوت أنشطتها
ومع افتتاح قاعات المدينة الجامعية في الشارقة الجديدة انحسرت الضواء عن قاعة أفريقيا وبقيت كسكن لعمال الدائرة حتى تم ضمها لبلدية الشارقة في عام 2002 حيث تم تحويل جزء منها إلى لجنة الإسكان في إمارة الشارقة وجزء آخر لإدارة العلاقات العامة والإعلام في بلدية مدينة الشارقة
قام نائب محافظ الشارقة بطي بن خادم بتقديم خطة طموحة للحكومة لإعادة تأهيل واحياء القاعة إلا أنها لم تر النور حتى اليوم ولا زالت القاعة مهجورة تحكي تاريخاً عظيما في المسرح لمدينة تضم مركز المسرح العربي ويحكمها رجل كان ذات يوم ناشطاً مسرحياً معارضا وهو سلطان بن محمد القاسمي حاكم الشارقة الحالي

## أشهر المحاضرات والمسرحيات
| النشاط                                    | الجهة                       | العام |
| ----------------------------------------- | --------------------------- | ----- |
| مؤتمر العلاقات العربية الأفريقية          | دائرة الثقافة والإعلام      | 1976  |
| رسالة للمسلمين المستثمرين في جنوب أفريقيا | أحمد ديدات                  | 1992  |
| مسرحية البوم                              | سلطان الشاعر - شحيفان القطو | 1993  |

## التبادل الثقافي
كرد للجميل قامت الحكومة السودانية بإنشاء قاعة ثقافية كبرى متعددة الأغراض في العاصمة السودانية الخرطوم وتم إطلاق اسم قاعة الشارقة عليها كما أن الحكومة الليبية بعد توجهات العقيد القذافي نحو أفريقيا مؤخراً أنشئت قاعة أخرى تحمل نفس الاسم للحفلات والفعاليات الثقافية في طرابلس العاصمة

## معهد إفريقيا
في عام 2018 تم افتتاح معهد إفريقيا وهو:

"مؤسسة بحثية أكاديمية تعنى بإجراء الدراسات والبحوث وإعداد المواد التوثيقية الخاصة بإفريقيا وشعوبها وثقافاتها، وبماضيها وحاضرها ومستقبلها، وارتباطاتها المتشعبة بالعالم."

ليقوم بالمهام التالية:

- الإشراف على برامج قاعة إفريقيا
- مواصلة دوره الرئيسي في التعريف بالتراث الاجتماعي والثقافي والفكري لشعوب إفريقيا،
- دعم وتوثيق الروابط التاريخية والعلاقات الإفريقية والعربية في الخليج العربي.

## روابط خارجية
الموقع الرسمي لمعهد إفريقيا